# Aeropuerto Internacional Augusto C. Sandino
El Aeropuerto Internacional Augusto C. Sandino (IATA: MGA, OACI: MNMG, FAA LID: MGA), o ACS es el principal aeropuerto internacional público civil-militar conjunto en Managua, Nicaragua, llamado así por el nicaragüense Augusto César Sandino y ubicado en la sexta sala de la ciudad, conocida localmente como Distrito 6. Originalmente bautizado como Aeropuerto de Las Mercedes en 1968, más tarde pasó a llamarse Aeropuerto Internacional Augusto C. Sandino durante el gobierno sandinista en la década de 1980 y nuevamente en 2001 al Aeropuerto Internacional de Managua por el entonces presidente Arnoldo Alemán. Su nombre fue cambiado una vez más en febrero de 2007 a su nombre actual por el presidente Daniel Ortega. Managua también tiene una pista de aterrizaje alternativa en el Aeropuerto Punta Huete. Punta Huete fue diseñado para aviones más grandes. Sin embargo, este sitio de aterrizaje alternativo no da servicio a aeronaves comerciales. El aeropuerto es administrado por la Empresa Administradora de Aeropuertos Internacionales, administrada por el estado, más comúnmente conocida como EAAI.
La pista de aterrizaje en el aeropuerto tiene 2442 metros de largo y está ubicada a una altitud de 59 metros. Con 1,6 millones de pasajeros en 2017, el ACS es actualmente el quinto aeropuerto más ocupado por tráfico de pasajeros en Centroamérica. El Aeropuerto Internacional Augusto C. Sandino tiene un servicio directo programado a destinos en los Estados Unidos, Canadá, México, América Central y América del Sur.

## Historia
La edición de octubre de 1975 de la revista titulada Acción Cívica describe que el Aeropuerto Internacional Las Mercedes (AILM) inicia su primera etapa con lo que hoy en día se conoce como la vieja terminal. En la actualidad, este pequeño y antiguo edificio se encuentra localizado detrás de donde hoy quedan las bodegas de Aduana de la terminal aérea.
Según el señor Bill Sphorer, ejecutivo de UPS del terminal de Carga de Miami y uno de los pioneros de la aviación en Latinoamérica, la mayoría de los aeropuertos en el área fueron construidos gracias a la cooperación de la desaparecida línea aérea estadounidense Pan American World Airways.
De acuerdo a la revista titulada Acción Cívica, no fue sino hasta 1968, durante la administración del Presidente de Nicaragua Anastasio Somoza Debayle, que se inauguró el edificio de la terminal aérea con una plataforma para acomodar cuatro posiciones de aeronaves tipo Boeing 707. Posteriormente a principios de los años setenta, se amplía la plataforma para dos nuevas posiciones. Esta terminal aérea estaba bajo la jurisdicción del Ministerio de Guerra, Marina, y Aviación. Sobrevivió al terremoto del 23 de diciembre de 1972 (de 6.2 grados en la escala de Richter), el cual provocó que se activara la falla del Aeropuerto, la cual pasa debajo de la pista y del edificio pero este no colapsó.
El 27 de mayo de 1975 se inauguró la ampliación del ala oriental del edificio de la terminal y la actual bodega de carga aérea de la Dirección General de Aduanas para satisfacer la entonces creciente demanda aero-comercial.
En el área ampliada de la terminal se ubicaban cuatro Inspectores de Sanidad, ocho posiciones para Oficiales de Inmigración y diez para Inspectores de Aduanas. Esta fue totalmente dotada de aire acondicionado, instalaciones de música ambiental, sistema de llamadas de urgencia y modernos carruseles para el transporte automático de equipajes. Con estas nuevas instalaciones y en un ambiente ameno y confortable, el AILM contaba con capacidad para poder atender a pasajeros de dos y tres vuelos simultáneamente.
Para 1975, entre las empresas que volaban regularmente desde AILM se encontraban las siguientes: Pan American, Taca, Copa, Sahsa, Sam, Iberia y la línea aérea de bandera nicaragüense LANICA.
Para darnos una idea de la importancia y las actividades que se desarrollaban en la terminal aérea, el AILM tuvo una circulación de 197 812 pasajeros en el año 1972; 186 984 en 1973; y 226 200 en 1974; esto denotaba un crecimiento superior al 20 % anual.
El movimiento de carga internacional fue de 30.5 millones de libras en el año 1972, 36.6 millones en 1973, y 44.8 millones en 1974; esto denotaba un incremento de un 25 % anual. En la oficina de Aduana del AILM se tramitaron 30 164 pólizas para 1974.
Debido al crecimiento acelerado del tráfico internacional en 1975 se amplió el edificio mediante la construcción de un anexo de un solo piso hacia el este para albergar las funciones relativas a la llegada de pasajeros internacionales. El Edificio Terminal de Pasajeros se construyó con el concepto de mantener en un solo edificio operaciones nacionales e internacionales, con las oficinas administrativas del aeropuerto en los pisos superiores. Posteriormente en 1977 se realizó otra ampliación, esta vez hacia el oeste, adicionándole salas de espera, sala de emigración y tiendas Duty Free.

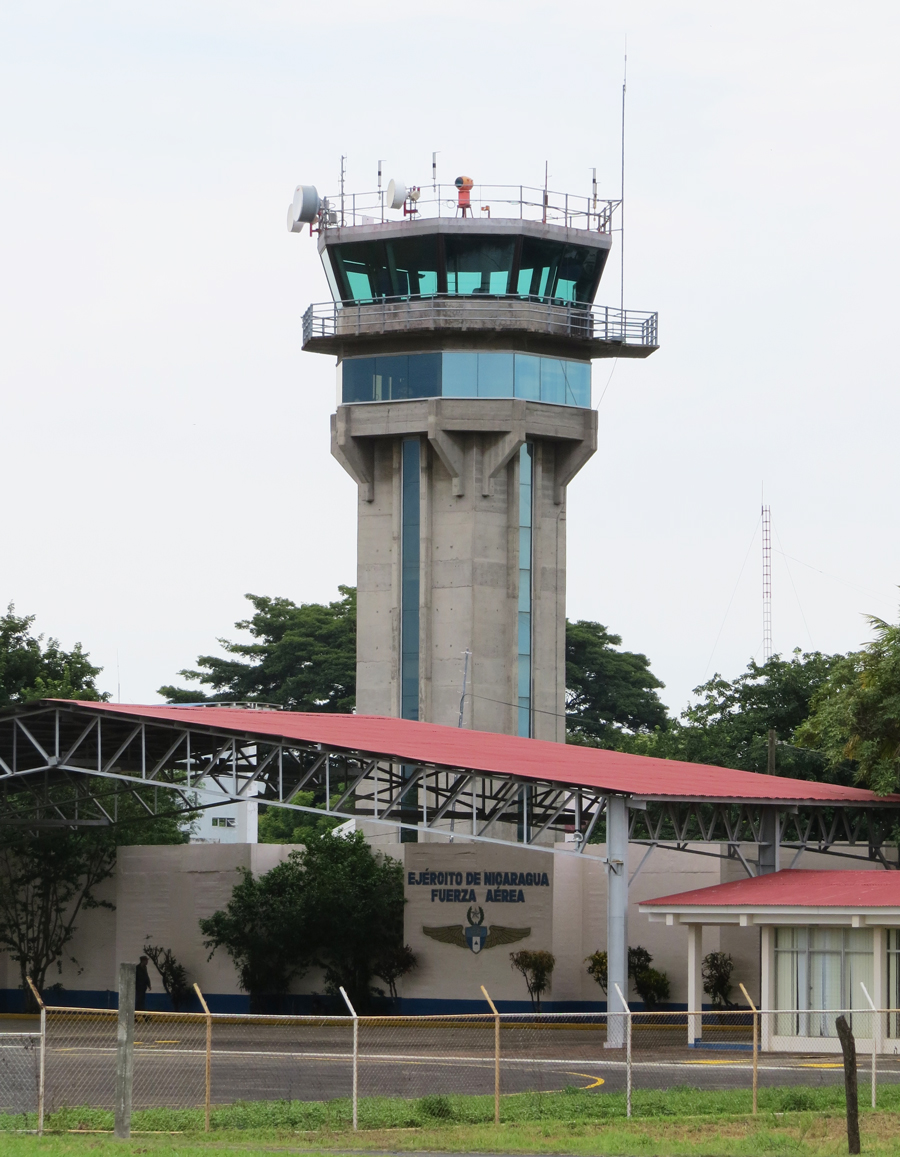
Torre de control del Aeropuerto Internacional de Managua, Nicaragua.

En la década de los ochenta el aeropuerto se designó como Aeropuerto Internacional Augusto C. Sandino, en honor de dicho Héroe Nacional. Muy poco se realizó en el aeropuerto en esta época y las instalaciones se deterioraron considerablemente. En 1995, se reiniciaron las labores de ampliación y remodelación del edificio integrándose elementos modernos para el abordaje y desabordaje de pasajeros y la construcción de 5000 m² que incluyen salas de espera, tiendas, salón vip, ascensor y una escalera eléctrica. A finales de los años noventa, el aeropuerto ya se conocía simplemente como Aeropuerto Internacional de Managua.

Rampa internacional del aeropuerto.

Desde el inicio de la crisis nicaragüense muchas de las operaciones se han visto afectadas principalmente los meses de verano cuando muchas compañías optaron para reducir, cancelar y suspender vuelos como motivos de seguridad o baja demanda, durante la temporada de diciembre varias de las aerolíneas que suspendieron vuelos o recudieron frecuencias operan con normalidad a excepción de la canadiense Air Transat y Volaris que aun no reanudan vuelos, esta última desde antes de la crisis tenía problemas de demanda en el país.

## Renovación y expansión

### Terminal aérea

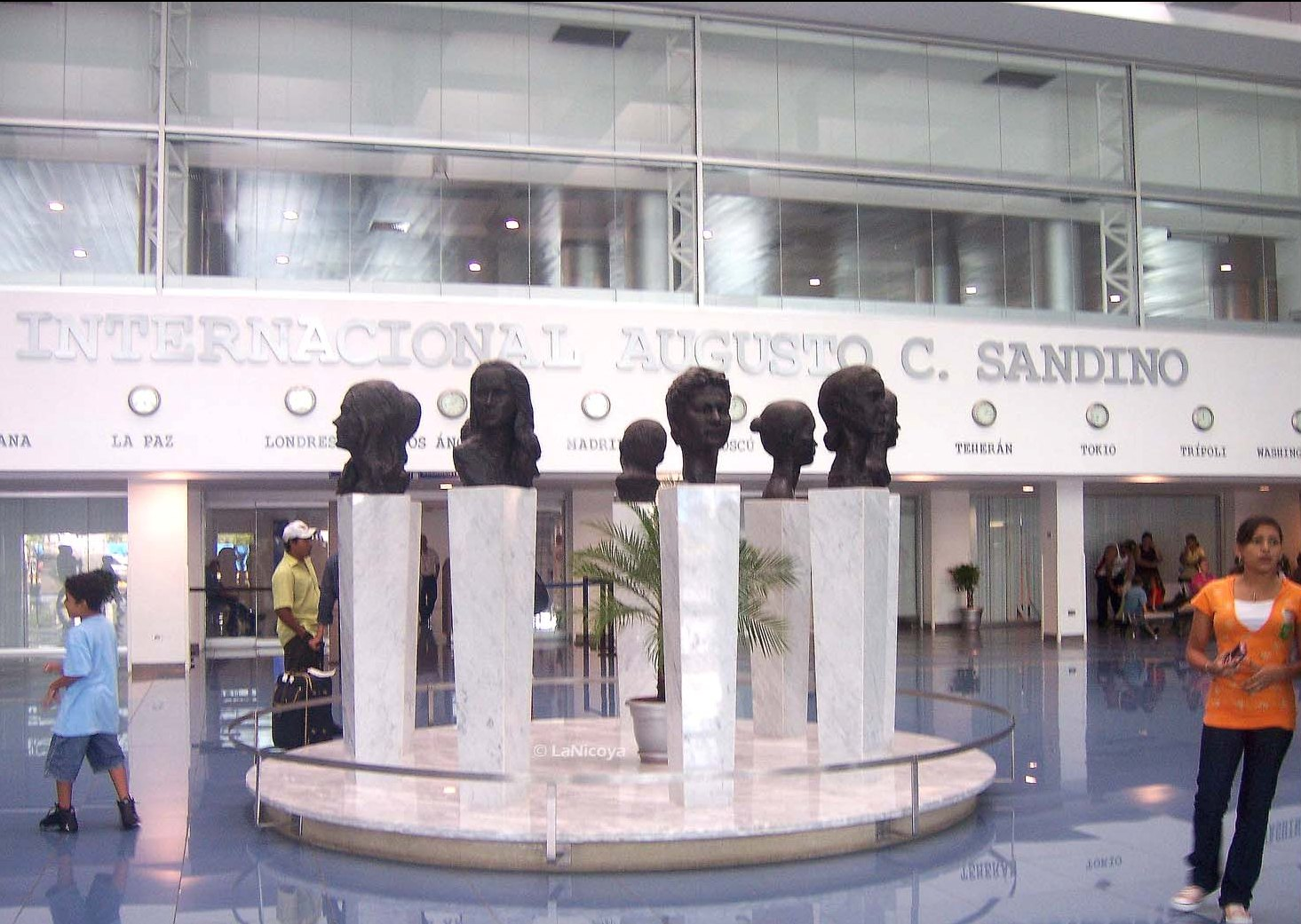
Esculturas culturales en la nueva sala de espera.

La Empresa Administradora de Aeropuertos Internacionales (EAAI), ha venido ejecutando los planes y proyectos de desarrollo para la modernización y ampliación del Aeropuerto Internacional de Managua. El proceso acelerado de remodelación que inicio hace unos años se intensificó en el año de 1999, que culminó con la Primera Etapa. Posteriormente, en el año 2002 se inauguró lo correspondiente a la Segunda Etapa que comprendió la construcción de una nueva Terminal Aérea. La terminal cuenta con un área construida de 11 000 m² que incluye: 9 bases para cerchas de techo, cubierta de techo, reforzamiento estructural del edificio con característica antisísmica (6 muros de corte), cielos metálicos, recubrimiento de fachadas y columnas, ventanales de vidrio y puertas automáticas. En la planta baja se ubica el área de inmigración, 22 cabinas para chequeo de pasajeros entrando, área de entrega de equipaje que consta de 2 carruseles con capacidad para atender a 900 maletas por hora; tiendas Duty Free, Counters de hoteles, oficinas de compañías Rent-a-Car, y oficinas de Migración, Aduana, Policía, MagFor e INTUR. En la planta alta se encuentran ubicadas tiendas duty free, un salón de protocolo presidencial, sala vip, salas de espera para pasajeros saliendo y un bar-restaurante.

Vuelo BB2235 procedente de Roma-Fiumicino (FCO) rodando plataforma.

En noviembre de 2005 fue inaugurada la planta baja de la Tercera Etapa la cual comprende una nueva construcción en extremo oeste del edificio, con un área aproximada de 10 000 m². En esta planta se terminó el área para 52 counters de chequeo de equipaje, oficinas para líneas aéreas, oficinas de la EAAI, descarga de equipaje saliendo del país. En la planta alta se instalarán tres mangas de abordaje y salas de espera con capacidad para albergar 600 sillas de espera para pasajeros. En la Cuarta y última Etapa del proyecto se llevará a cabo la remodelación completa y reforzamiento del edificio original, tanto su planta alta como planta baja con un área aproximada de 4500 m². Se realizará la ampliación total del salón público; en la planta baja se instalarán tiendas, farmacias, cafeterías, puestos de artesanías o recuerdos, áreas de comidas rápidas (food court), neverías, entre otros, todo esto para el público en general. En la planta alta se completarán las salas de espera, tiendas duty free y oficinas de seguridad. De igual forma, se llevará a cabo el reforzamiento del edificio con 6 muros de corte para seguridad del público ante cualquier sismo que pueda presentarse en el futuro. La Tercera y Cuarta etapas fueron finalizadas en marzo de 2006.

### Ampliación de pista

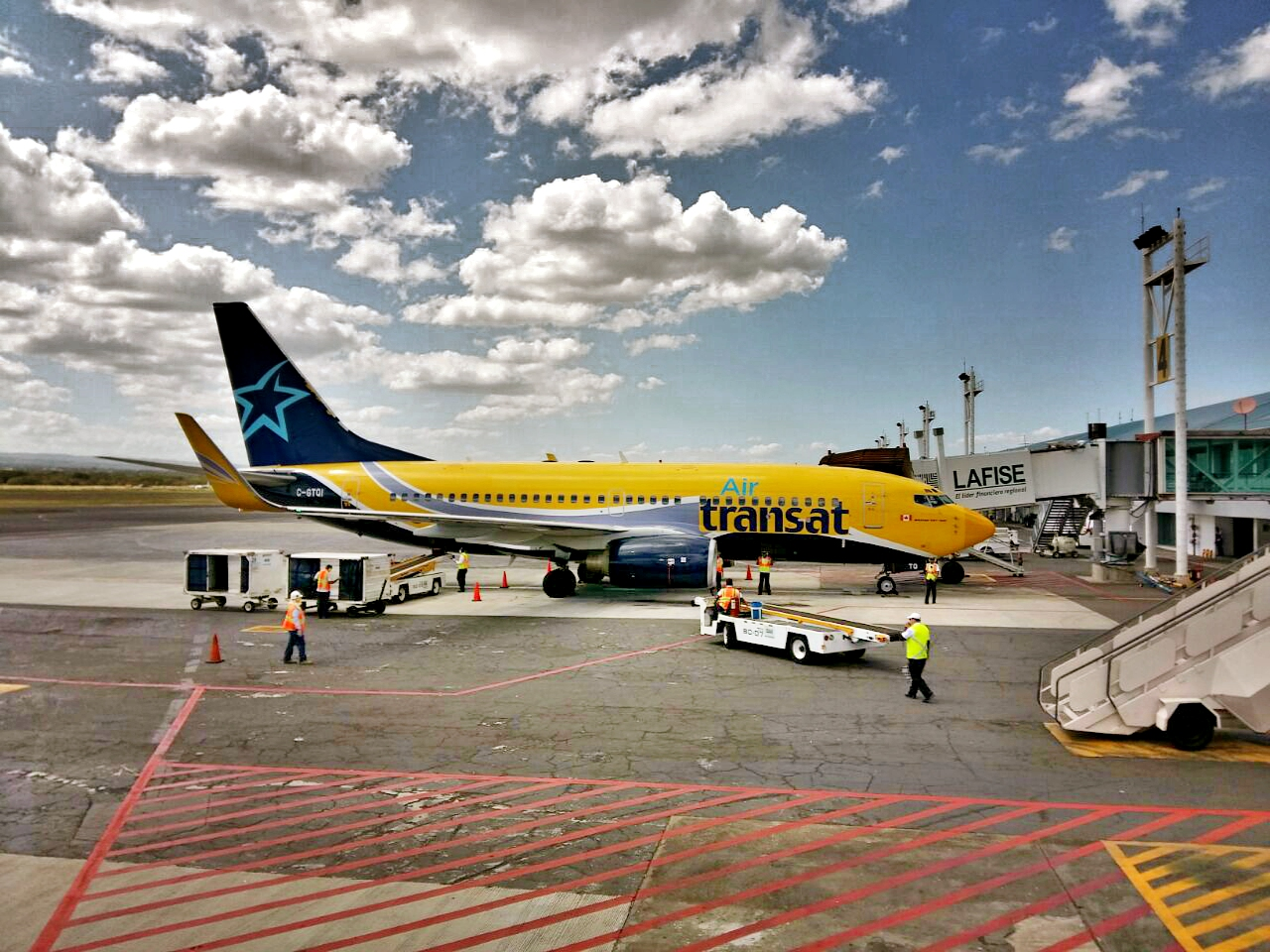
Vuelo TSC162 proveniente de Toronto.

En el diseño de ampliación y mejoramiento del aeródromo de Managua se contempla la mejora de la superficie de rodamiento y prolongar 800 m al este la pista de aterrizaje, 1500 m de calle de rodaje y ampliar las plataformas de estacionamiento de aeronaves. Con esta ampliación se contará con un total de 3242 m de pista. La construcción iniciara en el 2016.

### Terminal de carga
El proyecto de la nueva terminal de carga consiste en la construcción de dos naves para almacén de 3500 m² c/u en una primera fase, con su área de paletaje, acceso de camiones y área de maniobras. Cinco posiciones de aeronaves en plataforma (tres en una primera fase), calle de servicio, bodega a cielo abierto que posteriormente en una segunda fase se convertirá en una tercera nave de 3500 m², lo que nos ubicará en iguales condiciones de manejo de carga con el resto de países del istmo centroamericano. Edificio de oficinas para albergar la administración del almacén, oficinas de la Dirección General de Aduanas, Líneas Aéreas de Carga y Agentes Aduaneros con un área aproximada de 1600 m², con estacionamiento para 100 vehículos de carga y la construcción de una estación de combustible para el abastecimiento a vehículos automotores.

## Aerolíneas y destinos

Boeing 747-400 de Atlas Air en terminal de carga del AIACS (MGA).

Boeing 747-400 (visita presidencial) arribando a plataforma del AIACS (MGA).

Boeing 777-300 EVA Air taxeando por la pista 28-10 del AIACS (MGA) Nicaragua.

### Pasajeros

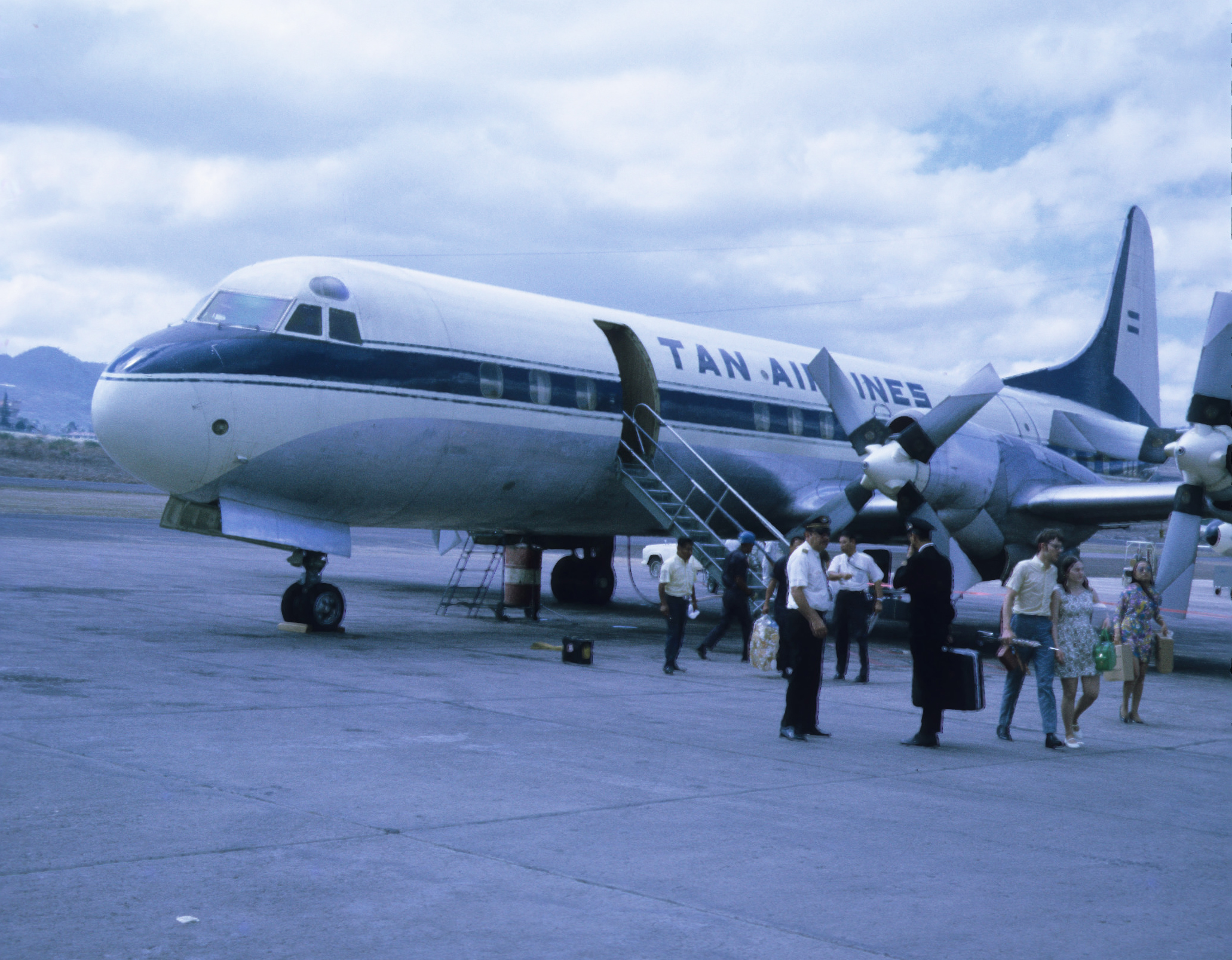
Lockheed L-188 Electra de TAN Airlines (Transportes Aéreos Nacionales S.A.) operando en el Aeropuerto Las Mercedes Airport en la década de 1970.

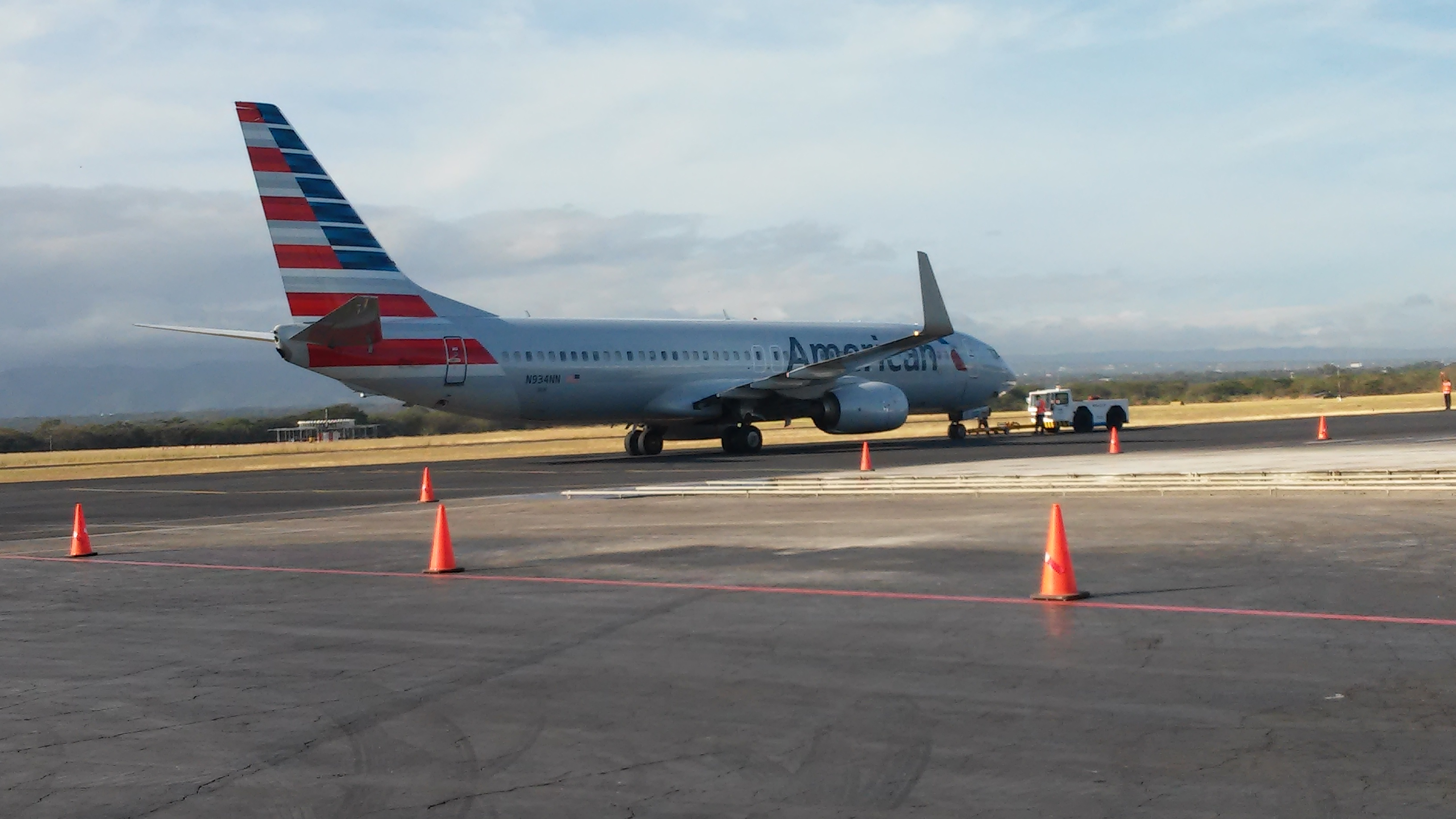
Boeing 737-800 de American Airlines llegando a Managua. La ruta al Aeropuerto Internacional de Miami es una de las rutas más transitadas desde el aeropuerto. American opera 23 vuelos semanales hacia Estados Unidos.

| Aerolíneas          | Destinos                                                                   |
| ------------------- | -------------------------------------------------------------------------- |
| Aeroméxico Connect  | Ciudad de México                                                           |
| American Airlines   | Miami                                                                      |
| Avianca El Salvador | Fort Lauderdale (finaliza el 4 de septiembre de 2025), Miami, San Salvador |
| Conviasa            | La Habana                                                                  |
| Copa Airlines       | Ciudad de Guatemala, Ciudad de Panamá–Tocumen, San José (CR)               |
| La Costeña          | Bluefields, Corn Island, Puerto Cabezas                                    |
| SANSA               | San José (CR)                                                              |
| United Airlines     | Houston-Intercontinental                                                   |
| WestJet             | Estacional: Montreal–Trudeau (inicia el 18 de diciembre de 2025)           |

### Carga
| Aerolíneas             | Destinos                                        |
| ---------------------- | ----------------------------------------------- |
| Amerijet International | Ciudad de Panamá–Tocumen, Miami, San Pedro Sula |
| UPS Airlines           | Ciudad de Panamá–Tocumen, Miami, Tampa          |

### Destinos nacionales
Se brinda servicio a 3 ciudades dentro del país a cargo de 1 aerolínea.
| Bluefields (BEF)     | • |   | 1 |
| Corn Island (RNI)    | • |   | 1 |
| Puerto Cabezas (PUZ) | • |   | 1 |
| Total                | 3 | 0 | 3 |

### Destinos internacionales
Se ofrece servicio a 10 destinos internacionales, a cargo de 8 aerolíneas.
| Ciudades                                     | Nombre del aeropuerto                                 | Aerolíneas                                                |              |              |
| Norteamérica                                 | Norteamérica                                          | Norteamérica                                              | Norteamérica | Norteamérica |
| -------------------------------------------- | ----------------------------------------------------- | --------------------------------------------------------- | ------------ | ------------ |
| Canadá (1 destino [estacional], 1 aerolínea) |                                                       |                                                           |              |              |
| Montreal                                     | Aeropuerto Internacional Pierre Elliott Trudeau       | WestJet (Estacional) (inicia el 18 de diciembre de 2025)  |              |              |
| Estados Unidos (3 destinos, 3 aerolíneas)    |                                                       |                                                           |              |              |
| Fort Lauderdale                              | Aeropuerto Internacional de Fort Lauderdale-Hollywood | Avianca El Salvador (finaliza el 4 de septiembre de 2025) |              |              |
| Houston                                      | Aeropuerto Intercontinental George Bush               | United Airlines                                           |              |              |
| Miami                                        | Aeropuerto Internacional de Miami                     | American Airlines / Avianca El Salvador                   |              |              |
| México (1 destino, 1 aerolínea)              |                                                       |                                                           |              |              |
| Ciudad de México                             | Aeropuerto Internacional de la Ciudad de México       | Aeroméxico Connect                                        |              |              |
| Centroamérica y Caribe                       |                                                       |                                                           |              |              |
| Costa Rica (1 destino, 2 aerolíneas)         |                                                       |                                                           |              |              |
| San José                                     | Aeropuerto Internacional Juan Santamaría              | Copa Airlines / SANSA                                     |              |              |
| Cuba (1 destino, 1 aerolínea)                |                                                       |                                                           |              |              |
| La Habana                                    | Aeropuerto Internacional José Martí                   | Conviasa                                                  |              |              |
| El Salvador (1 destino, 1 aerolínea)         |                                                       |                                                           |              |              |
| San Salvador                                 | Aeropuerto Internacional de El Salvador               | Avianca El Salvador                                       |              |              |
| Guatemala (1 destino, 1 aerolínea)           |                                                       |                                                           |              |              |
| Ciudad de Guatemala                          | Aeropuerto Internacional La Aurora                    | Copa Airlines                                             |              |              |
| Panamá (1 destino, 1 aerolínea)              |                                                       |                                                           |              |              |
| Ciudad de Panamá                             | Aeropuerto Internacional de Tocumen                   | Copa Airlines                                             |              |              |
| Total: 10 destinos, 8 países, 8 aerolíneas   |                                                       |                                                           |              |              |

## Estadísticas

### Pasajeros
Ver fuente y consulta Wikidata.
| | Pasajeros | Cambio respecto al año anterior | Operaciones aéreas | Cambio respecto al año anterior | Carga (toneladas) | Cambio respecto al año anterior |
| --- | --------- | ------------------------------- | ------------------ | ------------------------------- | ----------------- | ------------------------------- |
| 2006 | 979,508   | 6.96%                           | 30,897             | 0.30%                           | 19,223            | 0.05%                           |
| 2007 | 1,051,830 | 7.38%                           | 30,609             | 0.93%                           | 21,727            | 13.03%                          |
| 2008 | 1,138,626 | 8.25%                           | 31,705             | 3.58%                           | 19,129            | 11.96%                          |
| 2009 | 1,090,004 | 4.27%                           | 31,677             | 0.09%                           | 18,946            | 0.96%                           |
| 2010 | 1,102,196 | 1.12%                           | 30,030             | 5.20%                           | 25,981            | 37.13%                          |
| 2011 | 1,120,147 | 1.63%                           | 28,855             | 3.91%                           | 22,330            | 14.05%                          |
| 2012 | 1,201,141 | 7.23%                           | 30,697             | 6.38%                           | 23,531            | 5.38%                           |
| 2013 | 1,206,172 | 0.42%                           | 29,955             | 2.42%                           | 22,281            | 5.41%                           |
| 2014 | 1,311,965 | 8.77%                           | 29,326             | 2.10%                           | 23,375            | 4.91%                           |
| 2015 | 1,499,756 | 14.31%                          | 32,173             | 9.71%                           | 29,034            | 24.21%                          |
| 2016 | 1,533,034 | 2.22%                           | 36,822             | 14.45%                          | 25,383            | 12.57%                          |
| 2017 | 1,627,527 | 6.16%                           | 36,510             | 0.85%                           | 25,639            | 1.01%                           |
| Fuente: Instituto Nicaragüense de Aviación Civil. Reportes estadísticos (Años 2007, 2008, 2009, 2010, 2011, 2012, 2013, 2014, 2015 y 2016) |           |                                 |                    |                                 |                   |                                 |

## Aeropuertos cercanos
Los aeropuertos más cercanos son:
- Aeropuerto de Tamarindo (157km)
- Aeropuerto de Guanacaste (185km)
- Aeropuerto de Punta Islita (220km)
- Aeropuerto Internacional Toncontín (241km)
- Aeropuerto de La Fortuna (267km)